# Ginástica nos Jogos Olímpicos de Verão de 1932
A ginástica nos Jogos Olímpicos de Verão de 1932 foi realizada em Los Angeles, nos Estados Unidos, com onze eventos disputados, entre 8 e 12 de agosto. Apenas homens disputaram a modalidade sem nenhum evento feminino, apesar da primeira aparição na edição anterior.

## Eventos
Ginástica artística
Onze conjuntos de medalhas foram concedidos nos seguintes eventos:
- Equipes
- Individual geral
- Solo
- Cavalo com alças
- Argolas
- Barra fixa
- Barras paralelas
- Salto sobre o cavalo
- Escalada de corda
- Tumbling
- Maça indiana

## Países participantes
Um total de 46 ginstas de sete países competiram em 1932:
- USA Estados Unidos (20)
- FIN Finlândia (5)
- HUN Hungria (4)
- ITA Itália (7)
- JPN Japão (6)
- MEX México (3)
- SUI Suíça (1)

## Medalhistas
Masculino
| Evento                     | Ouro                                                                                  | Prata                                                                                | Bronze                                                                                                   |
| -------------------------- | ------------------------------------------------------------------------------------- | ------------------------------------------------------------------------------------ | --- |
| Equipes detalhes           | Oreste Capuzzo Savino Guglielmetti Mario Lertora Romeo Neri Franco Tognini ITA Itália | Frank Haubold Frank Cumiskey Al Jochim Fred Meyer Michael Schuler USA Estados Unidos | Mauri Nyberg-Noroma Ilmari Pakarinen Heikki Savolainen Einari Teräsvirta Martti Uosikkinen FIN Finlândia |
| Individual geral detalhes  | Romeo Neri ITA Itália                                                                 | István Pelle HUN Hungria                                                             | Heikki Savolainen FIN Finlândia                                                                          |
| Solo detalhes              | István Pelle HUN Hungria                                                              | Georges Miez SUI Suíça                                                               | Mario Lertora ITA Itália                                                                                 |
| Salto detalhes             | Savino Guglielmetti ITA Itália                                                        | Al Jochim USA Estados Unidos                                                         | Ed Carmichael USA Estados Unidos                                                                         |
| Barra fixa detalhes        | Dallas Bixler USA Estados Unidos                                                      | Heikki Savolainen FIN Finlândia                                                      | Einari Teräsvirta FIN Finlândia                                                                          |
| Cavalo com alças detalhes  | István Pelle HUN Hungria                                                              | Omero Bonoli ITA Itália                                                              | Frank Haubold USA Estados Unidos                                                                         |
| Barras paralelas detalhes  | Romeo Neri ITA Itália                                                                 | István Pelle HUN Hungria                                                             | Heikki Savolainen FIN Finlândia                                                                          |
| Argolas detalhes           | George Gulack USA Estados Unidos                                                      | Bill Denton USA Estados Unidos                                                       | Giovanni Lattuada ITA Itália                                                                             |
| Escalada de corda detalhes | Raymond Bass USA Estados Unidos                                                       | William Galbraith USA Estados Unidos                                                 | Thomas Connolly USA Estados Unidos                                                                       |
| Tumbling detalhes          | Rowland Wolfe USA Estados Unidos                                                      | Edwin Gross USA Estados Unidos                                                       | William Herrmann USA Estados Unidos                                                                      |
| Maça indiana detalhes      | George Roth USA Estados Unidos                                                        | Philip Erenberg USA Estados Unidos                                                   | William Kuhlemeier USA Estados Unidos                                                                    |

## Quadro de medalhas
| Ordem | País               | Medalha de ouro | Medalha de prata | Medalha de bronze |    |
| ----- | ------------------ | --------------- | ---------------- | ----------------- | -- |
| 1     | USA Estados Unidos | 5               | 6                | 5                 | 16 |
| 2     | ITA Itália         | 4               | 1                | 2                 | 7  |
| 3     | HUN Hungria        | 2               | 2                |                   | 4  |
| 4     | FIN Finlândia      |                 | 1                | 4                 | 5  |
| 5     | SUI Suíça          |                 | 1                |                   | 1  |
| TOTAL | TOTAL              | 11              | 11               | 11                | 33 |